# Filmfestival van Cannes 2023
Het 76ste Filmfestival van Cannes was een internationaal filmfestival dat plaatsvond in Cannes, Frankrijk van 16 tot 27 mei 2023.
Het festival opende met de Franse film Jeanne du Barry geregisseerd door Maïwenn en sloot af met de Pixar-film Elemental geregisseerd door Peter Sohn.

## Competitie

### Jury
De internationale jury:
| Naam    | Naam                           | Beroep                       | Land             |
| ------- | ------------------------------ | ---------------------------- | ---------------- |
| nothumb | Ruben Östlund (juryvoorzitter) | Regisseur, scenarioschrijver | Zweden           |
| nothumb | Paul Dano                      | Acteur                       | Verenigde Staten |
| nothumb | Julia Ducournau                | Regisseur, scenarioschrijver | Frankrijk        |
| nothumb | Brie Larson                    | Regisseur, actrice           | Verenigde Staten |
| nothumb | Denis Ménochet                 | Acteur                       | Frankrijk        |
| nothumb | Rungano Nyoni                  | Regisseur, scenarioschrijver | Zambia- Wales    |
| nothumb | Atiq Rahimi                    | Regisseur, schrijver         | Afghanistan      |
| nothumb | Damián Szifrón                 | Regisseur, scenarioschrijver | Argentinië       |
| nothumb | Maryam Touzani                 | Regisseur, actrice           | Marokko          |

### Selectie (langspeelfilms)
Speelfilms geselecteerd voor de competitie. De gearceerde film betreft de winnaar van de Gouden Palm.
| Film                                                            | Regisseur              | Land                                                                  | Prijzen                    |
| --------------------------------------------------------------- | ---------------------- | --------------------------------------------------------------------- | -------------------------- |
| Kuru Otlar Üstüne (About Dry Grasses)                           | Nuri Bilge Ceylan      | Turkije                                                               | Beste actrice              |
| Anatomie d'une chute (in competitie voor de Queer Palm)         | Justine Triet          | Frankrijk                                                             | Palme Dog                  |
| Asteroid City                                                   | Wes Anderson           | Verenigde Staten                                                      |                            |
| Banel et Adama (in competitie voor de Caméra d'or)              | Ramata-Toulaye Sy      | Senegal                                                               |                            |
| Black Flies                                                     | Jean-Stéphane Sauvaire | Verenigde Staten                                                      |                            |
| Il sol dell'avvenire                                            | Nanni Moretti          | Italië / Frankrijk                                                    |                            |
| La chimera                                                      | Alice Rohrwacher       | Italië / Frankrijk / Zwitserland                                      |                            |
| Club Zero                                                       | Jessica Hausner        | Oostenrijk / Denemarken / Frankrijk / Duitsland / Verenigd Koninkrijk |                            |
| Kuolleet lehdet (Fallen Leaves)                                 | Aki Kaurismäki         | Finland                                                               | Juryprijs                  |
| Firebrand                                                       | Karim Aïnouz           | Verenigd Koninkrijk                                                   |                            |
| Les Filles d'Olfa (documentaire)                                | Kaouther Ben Hania     | Tunesië                                                               |                            |
| Le Retour (in competitie voor de Queer Palm)                    | Catherine Corsini      | Frankrijk                                                             |                            |
| Rapito                                                          | Marco Bellocchio       | Italië                                                                |                            |
| L'Été dernier                                                   | Catherine Breillat     | Frankrijk                                                             |                            |
| May December                                                    | Todd Haynes            | Verenigde Staten                                                      |                            |
| Kaibutsu (怪物) (Monster) (in competitie voor de Queer Palm)    | Hirokazu Kore-eda      | Japan                                                                 | Queer Palm, Beste scenario |
| The Old Oak                                                     | Ken Loach              | Verenigd Koninkrijk / België / Frankrijk                              |                            |
| Perfect Days                                                    | Wim Wenders            | Japan / Duitsland                                                     | Beste acteur               |
| La Passion de Dodin Bouffant                                    | Trần Anh Hùng          | Frankrijk                                                             | Beste regisseur            |
| Qīngchūn (chūn) (青春) (documentaire) (Jeunesse (le Printemps)) | Wang Bing              | Frankrijk / Luxemburg / Nederland                                     |                            |
| The Zone of Interest                                            | Jonathan Glazer        | Verenigd Koninkrijk / Polen / Verenigde Staten                        | Grand Prix                 |

Langspeelfilms buiten competitie:
| Film                                        | Regisseur        | Land             |
| ------------------------------------------- | ---------------- | ---------------- |
| L'Abbé Pierre : Une vie de combats          | Frédéric Tellier | Frankrijk        |
| Geomijib (거미집) (Cobweb)                  | Kim Jee-woon     | Zuid-Korea       |
| Elemental (slotfilm)                        | Peter Sohn       | Verenigde Staten |
| Indiana Jones and the Dial of Destiny       | James Mangold    | Verenigde Staten |
| Jeanne du Barry (openingsfilm)              | Maïwenn          | Frankrijk        |
| Killers of the Flower Moon                  | Martin Scorsese  | Verenigde Staten |
| Serie                                       |                  |                  |
| The Idol (in competitie voor de Queer Palm) | Sam Levinson     | Verenigde Staten |

Séances de minuit:
| Film                                               | Regisseur        | Land             |
| -------------------------------------------------- | ---------------- | ---------------- |
| Acide                                              | Just Philippot   | Frankrijk        |
| Hypnotic                                           | Robert Rodriguez | Verenigde Staten |
| Kennedy                                            | Anurag Kashyap   | India            |
| Omar La Fraise (in competitie voor de Caméra d'or) | Elias Belkeddar  | Frankrijk        |
| Talchul: Project Silence (탈출: Project Silence)   | Kim Tae-gon      | Zuid-Korea       |

Séances spéciales:
| Film                                                              | Regisseur             | Land                                   |
| ----------------------------------------------------------------- | --------------------- | -------------------------------------- |
| Anselm (Das Rauschen Der Zeit)                                    | Wim Wenders           | Duitsland                              |
| As Filhas do fogo (kortfilm)                                      | Pedro Costa           | Portugal                               |
| Bread and Roses                                                   | Sahra Mani            | Frankrijk / Afghanistan                |
| Le Théorème de Marguerite                                         | Anna Novion           | Frankrijk                              |
| Little Girl Blue                                                  | Mona Achache          | Frankrijk / België                     |
| Man in Black                                                      | Wang Bing             | China                                  |
| Occupied City                                                     | Steve McQueen         | Verenigde Staten / Verenigd Koninkrijk |
| Retratos Fantasmas                                                | Kleber Mendonça Filho | Brazilië                               |
| Robot Dreams                                                      | Pablo Berger          | Spanje / Frankrijk                     |
| Strange Way of Life (kortfilm) (in competitie voor de Queer Palm) | Pedro Almodóvar       | Spanje                                 |

Cannes première:
| Film                                                | Regisseur         | Land                |
| --------------------------------------------------- | ----------------- | ------------------- |
| Le Temps d'aimer (in competitie voor de Queer Palm) | Katell Quillévéré | Frankrijk           |
| Bonnard, Pierre et Marthe                           | Martin Provost    | Frankrijk           |
| Cerrar los ojos                                     | Víctor Erice      | Spanje / Argentinië |
| Eureka                                              | Lisandro Alonso   | Argentinië          |
| L'Amour et les Forêts                               | Valérie Donzelli  | Frankrijk           |
| Kubi (首)                                           | Takeshi Kitano    | Japan               |
| Perdidos en la noche                                | Amat Escalante    | Mexico              |

## Un certain regard

### Jury
| Naam    | Naam                            | Beroep                               | Land                |
| ------- | ------------------------------- | ------------------------------------ | ------------------- |
| nothumb | John C. Reilly (juryvoorzitter) | Producent, scenarioschrijver, acteur | Verenigde Staten    |
| nothumb | Paula Beer                      | Actrice                              | Duitsland           |
| nothumb | Davy Chou                       | Regisseur, scenarioschrijver         | Cambodja- Frankrijk |
| nothumb | Émilie Dequenne                 | Actrice                              | België              |
| nothumb | Alice Winocour                  | Regisseur, scenarioschrijver         | Frankrijk           |

### Selectie
Volgende films werden geselecteerd voor de competitie. De gearceerde film betreft de winnaar van de Prix Un certain regard.
| Film                                                                                   | Regisseur                          | Land                    | Prijs |
| -------------------------------------------------------------------------------------- | ---------------------------------- | ----------------------- | ----- |
| Rán dōng (燃冬) (The Breaking Ice)                                                     | Anthony Chen                       | China / Singapore       |       |
| Crowrã                                                                                 | Joao Salaviza, Renée Nader Messora | Brazilië                |       |
| Los delincuentes                                                                       | Rodrigo Moreno                     | Argentinië              |       |
| Goodbye Julia (in competitie voor de Caméra d'or)                                      | Mohamed Kordofani                  | Soedan                  |       |
| Hwaran (화란) (Hopeless) (in competitie voor de Caméra d'or)                           | Kim Chang-hoon                     | Zuid-Korea              |       |
| How to Have Sex (in competitie voor de Caméra d'or) (in competitie voor de Queer Palm) | Molly Manning Walker               | Verenigd Koninkrijk     |       |
| If Only I Could Hibernate (in competitie voor de Caméra d'or)                          | Zoljargal Purevdash                | Mongolië                |       |
| Les Meutes (in competitie voor de Caméra d'or)                                         | Kamal Lazraq                       | Marokko                 |       |
| Kadib Abyad                                                                            | Asmae El Moudir                    | Marokko                 |       |
| Simple Comme Sylvain (in competitie voor de Queer Palm)                                | Monia Chokri                       | Canada                  |       |
| The New Boy                                                                            | Warwick Thornton                   | Australië               |       |
| Une Nuit                                                                               | Alex Lutz                          | Frankrijk               |       |
| Augure (in competitie voor de Caméra d'or)                                             | Baloji Tshiani                     | België / Congo-Kinshasa |       |
| Hé biān de cuò wù (河边的错误) (Only the River Flows)                                  | Wei Shujun                         | China                   |       |
| Le Règne animal (openingsfilm)                                                         | Thomas Cailley                     | Frankrijk               |       |
| Rien à Perdre (in competitie voor de Caméra d'or)                                      | Delphine Deloget                   | Frankrijk               |       |
| Rosalie (in competitie voor de Queer Palm)                                             | Stéphanie Di Giusto                | Frankrijk               |       |
| Salem                                                                                  | Jean-Bernard Marlin                | Frankrijk               |       |
| Los Colonos (in competitie voor de Caméra d'or)                                        | Felipe Gálvez                      | Chili / Argentinië      |       |
| Terrestrial Verses (آیه‌های زمینی)                                                      | Ali Asgari, Alireza Khatami        | Iran                    |       |

## Prijswinnaars
| Categorie                   | Winnaar               | Regisseur of film            | Land               |
| --------------------------- | --------------------- | ---------------------------- | ------------------ |
| Gouden Palm                 | Anatomie d'une chute  | Justine Triet                | Vlag van Frankrijk |
| Grote Prijs (Grand Prix)    | The Zone of Interest  | Jonathan Glazer              | -                  |
| Juryprijs                   | Kuolleet lehdet       | Aki Kaurismaki               | Vlag van Finland   |
| Beste regisseur             | Trần Anh Hùng         | La Passion de Dodin Bouffant | Vlag van Frankrijk |
| Beste actrice               | Merve Dizdar          | Kuru Otlar Üstüne            | Vlag van Turkije   |
| Beste acteur                | Koji Yakusho          | Perfect Days                 | -                  |
| Beste scenario              | Sakamoto Yuji         | Kaibutsu                     | Vlag van Japan     |
| Gouden camera (Caméra d'or) | Bên trong vỏ kén vàng | Thien An Pham                | -                  |
| Queer Palm                  | Kaibutsu              | Hirokazu Kore-eda            | Vlag van Japan     |
| Palme Dog                   | Anatomie d'une chute  | Justine Triet                | Vlag van Frankrijk |